# Kleine boself
De kleine boself (Chaetocercus bombus) is een vogel uit de familie Trochilidae (kolibries). Het is een kwetsbare vogelsoort  uit  Colombia en Peru. De vogel is iets groter dan de bijkolibrie maar behoort tot de kleinste vogeltjes van de wereld.

## Kenmerken
De vogel is 6 tot 7 cm lang. Het mannetje is van boven en op de buik glanzend donkerblauw tot groen. De keel (het "slabbetje") is rozerood, met daaronder een licht okerkleurige band. Bij de meeste andere boselfjes is deze band wit. De staart is gevorkt. Het vrouwtje is bijna hetzelfde, maar mist de roze keelvlek en is iets donkerder, meer kaneelkleurig op borst en buik. De snavel is recht.

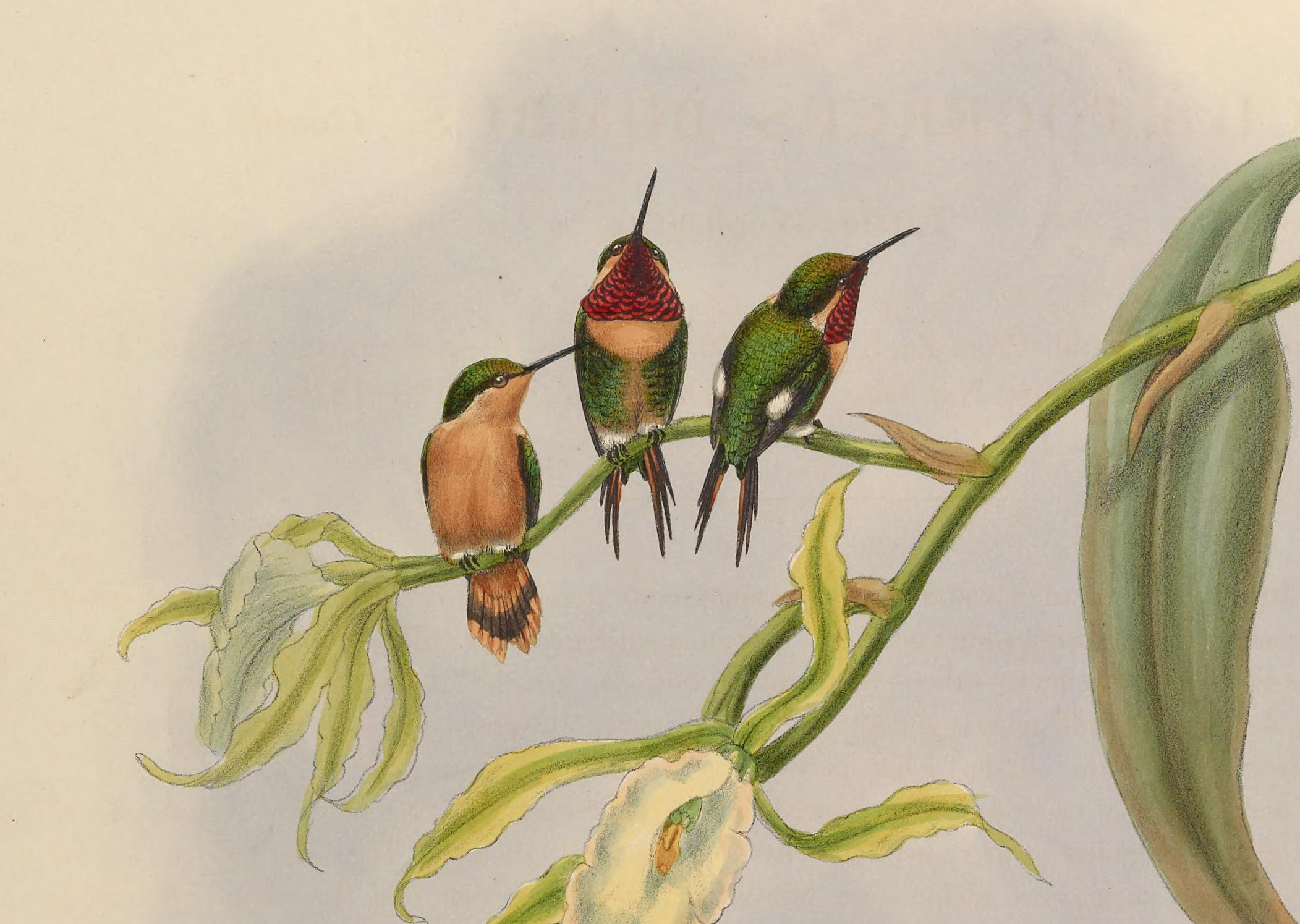
Kleine boself een vrouwtje (links) en 2 mannetjes. Illustratie uit: Gould, John: A monograph of the Trochilidae, or family of humming-birds (1880)

## Verspreiding en leefgebied
Deze soort komt voor in vochtige altijd groenblijvende bossen van zeeniveau tot op 3000 m in zuidwestelijk Colombia tot in het noordelijk deel van Midden-Peru.

## Status
De kleine boself heeft een beperkt verspreidingsgebied en daardoor is de kans op uitsterven aanwezig. De grootte van de populatie werd in 2012 door BirdLife International geschat op 3500 tot 15.000 individuen en de populatie-aantallen nemen af. Het leefgebied wordt aangetast door ontbossing, vooral in de lagere delen van het leefgebied (<900 m) waarbij natuurlijk bos wordt omgezet in gebied voor agrarisch gebruik, terwijl ook in hogere delen van de Andes houtkap plaatsvindt. Om deze redenen staat deze soort als kwetsbaar op de Rode Lijst van de IUCN.